# ミハイル・ミーリ
ミハイル・レオンチエヴィチ・ミーリ（ロシア語: Михаил Леонтьевич Мильミハイール・リオーンチイェヴィチュ・ミーリ、1909年11月22日 - 1970年1月31日）は、M・L・ミーリ記念モスクワ・ヘリコプター工場の創始者・技術者である。Mi-24などの設計者としても知られている。
イルクーツク出身。祖父はユダヤ系の中流家庭出身の軍人で、シベリアに長い期間いた。12歳の時にコンテストでグライダーを出品した。1925年にミハイルはトムスクにあるシベリア工科大学（現トムスク工科大学）に入学したが、その後ノヴォシビルスクに移り、さらに1928年にはノヴォチェルカッスクのドン工科大学（現南ロシア国立技術大学）に移る。1932年に結婚をして4人の娘と息子が1人いる。

## 略歴
- 1931年 - TsAGIに勤務する
- 1941年 - 第二次世界大戦に参戦する
- 1943年 - ソ連国内に戻り、軍用機の研究開発に従事する
- 1945年 - 論文を発表
- 1947年 - TsAGIを退職後ミル設計局を設立
- 1952年 - Mi-4が生産開始される

## 授与
- 1958年にMi-4がブリュッセルで開かれた世界展覧会でゴールドメダルを受賞した。
- ミハイル死後の1971年にMi-12がシコルスキー・プライズから、世界で最もパワフルなヘリコプターであると認定されたが機は試作のみで開発が終わった。